# Sebastian Schjerve
Sebastian Schjerve (16 marzo 2000) è uno sciatore freestyle norvegese, specializzato in slopestyle e big air.

## Biografia
Specialista dello slopestyle e del big air e attivo in gare FIS dal dicembre 2016, Schjerve ha debuttato in Coppa del Mondo il 3 marzo 2018, giungendo 12º nello slopestyle di Silvaplana e ha ottenuto il suo primo podio il 16 dicembre 2022 classificandosi 3º nel big air a Copper Mountain, nella gara vinta dal norvegese Birk Ruud.

## Palmarès

### Mondiali juniores
- 1 medaglia:
  - 1 argento (slopestyle a Cardrona 2018)

### Coppa del Mondo
- Miglior piazzamento nella Coppa del Mondo generale di freestyle: 6º nel 2021 e nel 2023
- 3 podi:
  - 1 secondo posto
  - 2 terzi posti